# Pleiocoryne fernandensis
Pleiocoryne fernandensis là một loài thực vật có hoa trong họ Thiến thảo. Loài này được (Hiern) Rauschert miêu tả khoa học đầu tiên năm 1982.